# Hock Lai Lee
Hock Lai Lee (chinesisch 李福來) (* 20. März 1987) ist ein US-amerikanischer Badmintonspieler chinesisch-malaysischer Herkunft.

## Karriere
Lee erkämpfte für Malaysia zwei dritte Plätze bei den Mongolia International 2006. Für die USA siegte er 2009 bei den Boston Open und bei den Miami PanAm International. 2010 wurde er US-amerikanischer Meister im Einzel und gewann die Brazil International. 2013 wurde er erneut US-Meister.